# 光刺激ルミネッセンス線量計
光刺激ルミネッセンス線量計（ひかりしげきルミネッセンスせんりょうけい、Optically Stimulated Luminescence Dosimeter、OSLD）は、検知器に使用されている炭素添加酸化アルミニウムに強い光を当て、そこから放射される可視光の量を測定することにより、放射線の被曝量を測定するための小さな器具である。

## 特徴
- 繰り返し測定が可能。
- フェーディングが小さい。
- 光を当ててアニーリングすることで繰り返し使用できる。